# (23515) 1992 RF2
A (23515) 1992 RF2 a Naprendszer kisbolygóövében található aszteroida. Eric Walter Elst fedezte fel 1992. szeptember 2-án.